# ISO 3166-2:KZ

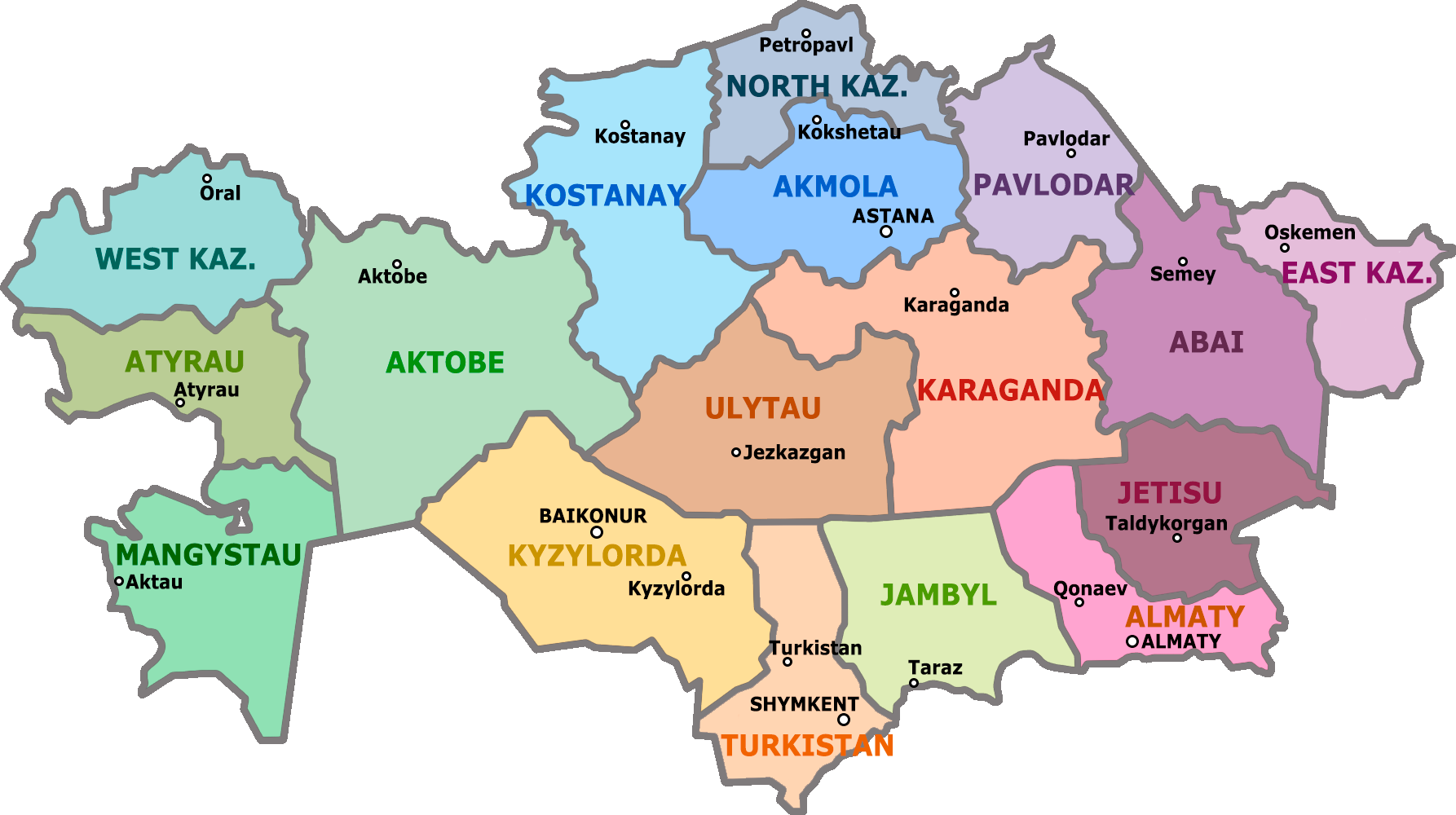
نقشه تقسیمات کشوری قزاقستان

کد ISO 3166-2:KZ بخشی از استاندارد ایزو ۳۱۶۶ برای کشور قزاقستان است که توسط سازمان بین‌المللی استانداردسازی ISO تنظیم شده‌است این سازمان، کدهای استاندارد را برای تقسیمات کشوری (ایالتها یا استانهای) کشورهای فهرست شده در استاندارد ایزو ۳۱۶۶-۱ تعریف می‌کند.
هر کد شامل دو بخش می‌گردد که توسط علامت - جدا می‌گردند.
- بخش نخست KZ که در ایزو ۳۱۶۶-۱ آلفا-۲ کد کشور قزاقستان است.
- بخش دوم شامل یک یا دو یا سه حرف است که بیان‌کننده استان یا ایالت کشور قزاقستان می‌باشد.

## کدها
| کدها   | استان                   |
| ------ | ----------------------- |
| KZ-ALA | آلماآتی (شهر)           |
| KZ-AST | آستانه (قزاقستان) (شهر) |
| KZ-ALM | استان الماتی            |
| KZ-AKM | استان اکمولا            |
| KZ-AKT | استان اکتوب             |
| KZ-ATY | استان آتیرائو           |
| KZ-ZAP | استان قزاقستان غربی     |
| KZ-MAN | استان مانغیستاو         |
| KZ-YUZ | استان قزاقستان جنوبی    |
| KZ-PAV | استان پاولودار          |
| KZ-KAR | استان قراغندی           |
| KZ-KUS | استان قوستانای          |
| KZ-KZY | استان قیزیل‌اوردا        |
| KZ-VOS | استان قزاقستان شرقی     |
| KZ-SEV | استان قزاقستان شمالی    |
| KZ-ZHA | استان جامبیل            |

بایقونور، قزاقستان aveva کدها KZ-BAY fino al 2002.